# Erika Hernandez
Erika Hernandez is een personage uit Star Trekserie Star Trek: Enterprise. Ze is kapitein van het tweede schip in het warp 5-programma van Aarde, de Columbia NX-02 in 2154. Zij is tevens de geliefde van kapitein Jonathan Archer van de USS Enterprise NX-01. Haar rol wordt gespeeld door Ada Maris.
In 2016 kwam Hernandez op een 52e plek van de '100 Most Important Crew Members' van de website Wired.

## Biografie
In de aflevering Home komt het personage voor het eerst voor. Er blijkt dat ze eerder een relatie had met Archer, maar dat ze die hadden stopgezet toen Archer werd gepromoveerd en zij een ondergeschikte van hem werd. In diezelfde aflevering komt deze relatie kort weer tot bloei, tijdens een bergbeklimming die Archer neemt na zijn missie tegen de Xindi. De nieuwe relatie houdt ook geen stand, maar ze blijven op goede voet staan met elkaar.
In de aflevering Affliction wordt Trip Tucker haar nieuwe hoofd van de machinekamer. In de daaropvolgende aflevering, Divergence, wordt de Columbia gebruikt in een ingewikkelde manoeuvre om Tucker van de Columbia naar de Enterprise te vervoeren, terwijl de schepen op warpsnelheid vliegen.
Uit de boekenserie Star Trek: Destiny trilogy blijkt dat de Columbia tijdens een latere missie in een wormhole terecht komt, waarbij de bemanning om het leven komt terwijl het schip in een ver kwadrant van het heelal terechtkomt. Hernandez was toen niet op het schip aanwezig, omdat ze een bijeenkomst had met het volk de Caeliar.